# 1re brigade d'infanterie motorisée (Moldavie)
Pour les articles homonymes, voir 1re brigade.
La 1re brigade d'infanterie motorisée « Moldova » est une unité d'infanterie motorisée des forces terrestres de l'armée nationale moldave basée dans la ville de Bălți.

## Histoire

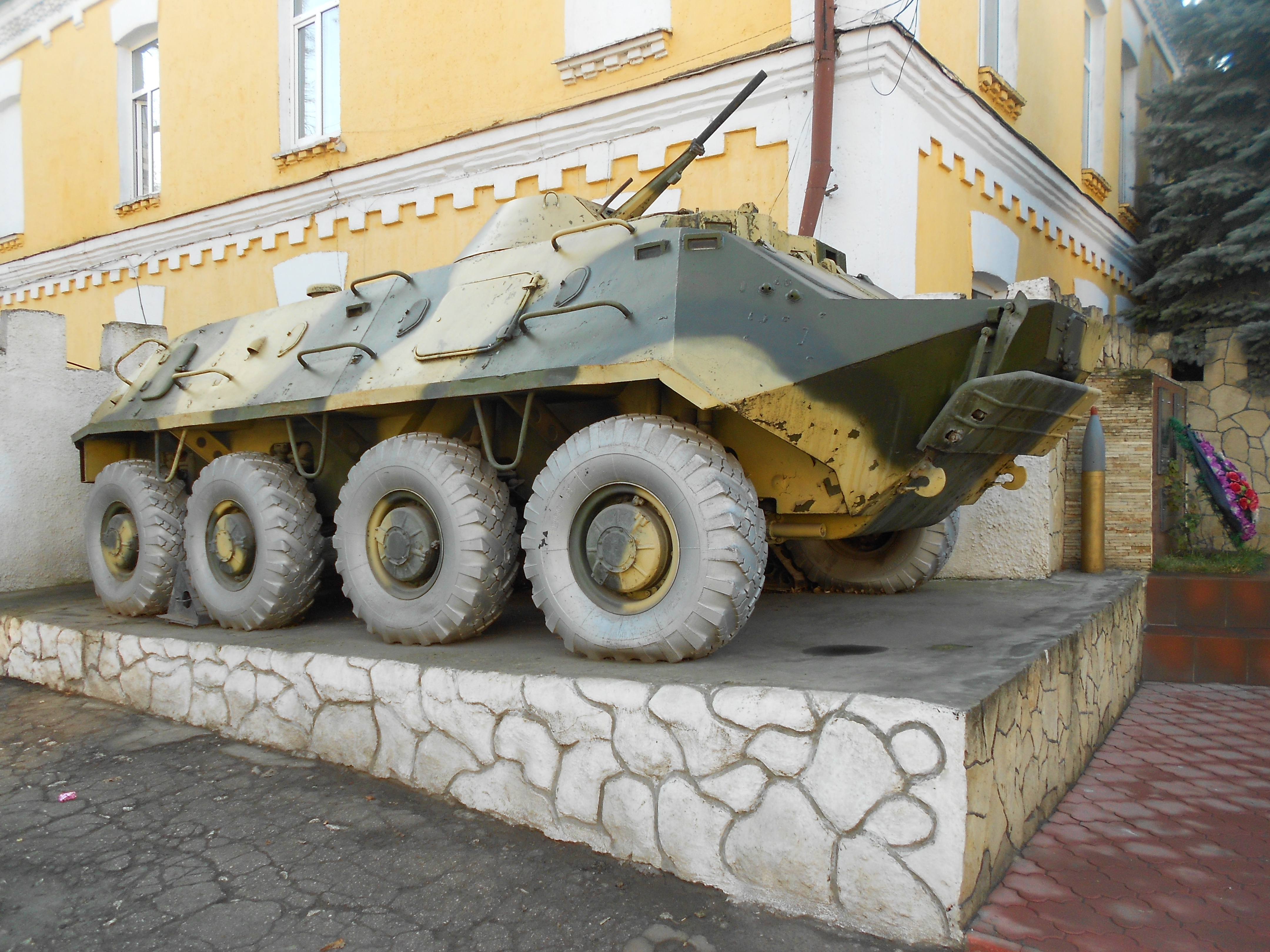
Véhicule de transport de la brigade exposé à Bălți.

C'est la première unité de l'armée à être créée dans le pays nouvellement indépendant, fondée le 10 avril 1992. Elle est composée d'éléments d'anciennes unités soviétiques de Balti et Florești qui formaient la 86e division de fusiliers motorisés de la Garde (en). Le nom « Moldova » est accordé en août 1993 sur ordre du ministre de la Défense Ion Costaș et reçoit son drapeau de bataille plus tard ce mois-là par décret présidentiel. En 1996, les applications militaires internationales « MEDCEUR-1996 » sont organisées au centre d'entraînement de la brigade situé près du village d'Elizaveta avec la participation des armées américaine et allemande. Outre les actions militaires, la brigade et son état-major participent à contenir les inondations de 2008. En novembre 2018, la brigade moldave, avec les 2 autres brigades de l'armée, participe à l'exercice militaire Dragon Pioneer avec plus de 150 soldats du 2e régiment de cavalerie de l'USAREUR,,,,. En 2013, le commandant de brigade remet au président Nicolae Timofti un souvenir gravé de l'unité.
Comme toutes les autres brigades d'infanterie motorisée des forces terrestres, la brigade maintient une fanfare militaire qui sert lors d'occasions spéciales,.